# 印度五年計畫
印度五年計畫（英語：five-Year Plans of India）是印度政府在1951年至2017年間推行的一系列國家發展方案。這些方案受到蘇聯五年計畫的啟發，目標是促進國內經濟均衡成長、減少貧窮，並推動農業、工業、基礎建設和教育等關鍵領域，達成現代化目的。
印度計畫委員會由總理擔任當然主席，負責規劃和監督這些五年計畫方案，印度計畫委員會已於2015年撤銷，由印度國家轉型委員會取而代之。這些方案因發展重點隨時間轉變，會不斷演進，例如印度在1969年引入加德吉爾公式等創新措施，以確保資源分配具有透明度。印度五年計畫對該國的經濟發展方向產生深遠影響，但已於2017年停止，而改為採用印度國家轉型委員會（NITI Aayog）提出更具彈性的國家發展架構。

## 歷史
五年計畫（英文:Five-Year Plans，簡稱FYP）是一種由中央政府統籌的綜合性國家經濟發展模式，最早由約瑟夫·史達林於1928年在蘇聯推行。此後這套模式被廣泛應用於多數共產主義國家，甚至部分資本主義國家也會採納。時至今日，中國仍在實施五年計畫，值得一提的是中國在2006年至2010年的第十一個五年計畫中，將名稱由原先的"計畫"調整為"規劃"，藉此暗示中央政府在發展上採取更為寬鬆的管理方式。印度獨立之後，在其首任總理賈瓦哈拉爾·尼赫魯的社會主義理念影響下，於1951年迅速展開第一個五年計畫。

## 第一個計畫（1951–1956年）
印度獨立後，首任總理賈瓦哈拉爾·尼赫魯便向印度國會提交第一個五年計畫，顯示其迫切性。計畫在1951年開始施行，核心目標在發展第一級產業，其設計理念是根據經過略微調整過的哈羅德-多馬模型（又稱哈羅德 - 多馬經濟增長模型，為一種凱恩斯主義經濟增長模型）。
第一個五年計畫的執行進度由總理擔任主席，古爾扎里拉爾·南達（印度經濟學家）擔任副主席。計畫核心口號為"發展農業"，主要目標是解決國家分裂（參見印巴分治）和二戰所帶來的各種問題。這項計畫的宏大願景是將獨立後的國家重建。此外，為國家工業和農業發展奠定基礎。以低廉價格提供國民可負擔的醫療保健和教育，也是其中重要的政策方向。
第一個五年計畫的預算總額最初規劃為206.9億印度盧比，後來增至237.8億盧比。這筆資金被分配至以下7個主要範疇：
- 灌溉和能源：27.2%
- 農業和社區發展：17.4%
- 運輸和通信：24%
- 工業：8.6%
- 社會服務：16.6%
- 無地農民安置：4.1%
- 其他部門和服務：2.5%

此階段最重要的特徵是國家在所有經濟領域都扮演積極的主導角色。考量到印度於獨立初期有資本短缺和儲蓄能力不足等問題，這種由政府主導的模式有其合理性。
第一個五年計畫設定每年國內生產毛額（GDP）成長率目標為2.1%，實際成長率達到3.6%，國民生產淨值則增加15%。當時由於良好的季風帶來相對較高的農作物產量，有效提升國家外匯儲備和人均收入（人均收入成長8%）。由於國家人口快速增長，導致該國國民所得增加幅度大於人均收入的增幅。印度在此期間啟動多項重要灌溉工程，例如巴克拉水壩、希拉庫德水壩和達莫達爾河谷水壩（Damodar Valley dams）。此外，世界衛生組織（WHO）與印度政府攜手合作，關注兒童健康，並成功降低嬰兒死亡率，也間接促進人口增長。
印度在第一個五年計畫於1956年結束之際創立有五所印度理工學院（IITs），作為重要技術人才培育基地。同年，也宣告成立大學撥款委員會（UGC），UGC的任務是管理高等教育經費，並推動國內高等教育發展。印度在工業方面簽署啟動建設五座鋼鐵廠的合約，這些鋼鐵廠於第二個五年計畫中期開始投入運作。整體而言，由於該國實際經濟成長表現優於預期，這個五年計畫被認為是個成功的經濟計畫。

## 第二個計畫（1956–1961年）
第二個五年計畫的核心目標是發展公共部門並推動"快速工業化"。此計畫的理論基礎是印度統計學家普拉桑塔·錢德拉·馬哈拉諾比斯於1953年創建的費德滿-馬哈拉諾比斯模型，目的為尋求生產部門之間最優的投資分配方案，以期達到長期經濟成長最大化。此計畫在實施過程中採用當時領先的作業研究和優化技術，以及由印度統計研究所所開發的創新統計模型。計畫所採的假設是建立在一個封閉經濟體的基礎上，主要的貿易活動將以進口資本財為主。印度從第二個五年計畫起，便堅定地朝向基礎和資本財產業的進口替代方向發展。
印度在第二個五年計畫期間經由國際合作，分別從蘇聯、英國和西德取得協助，建立水力發電廠，以及於比萊、杜爾加布爾和魯吉拉建立五座鋼鐵廠。在國內發展方面，煤碳的產量有所提升，東北部地區的鐵路運輸網絡也得到擴展。
此外也相繼成立塔塔基礎研究所和印度原子能委員會等機構以促進科學研究。印度為培養核能領域的專業人才，於1957年開始實施一項人才搜尋和獎學金計畫，以選拔優秀的年輕學子，讓他們接受相關培訓。
印度在第二個五年計畫的總撥款金額為480億盧比。政府將這筆資金分配至數個主要部門，包括電力和灌溉、社會服務、通信和運輸，以及其他項目。然而，印度在此計畫實施期間經歷物價上漲，同時也面臨外匯危機挑戰。更重要的是人口的快速增長對人均收入的提升產生阻礙，導致成長步伐減緩。
就經濟成長而言，此計畫的預期目標為4.5%，而最終實際成長率為4.27%。
印度古典自由主義經濟學家B.R. 謝諾伊對此計畫提出批評。他指出此計畫"依賴赤字融資以推動重工業化，無疑會埋下禍根"。此外，謝諾伊也認為國家對經濟的過度干預將會傷害到一個剛建立的民主制度。而印度在1957年所遭遇的外部支付危機，讓許多人認為恰好印證謝諾伊先前的論斷。

## 第三個計畫（1961–1966年）
第三個五年計畫的初期主要目標是強化農業，並提高全國小麥產量。然而發生於1962年的短暫中印邊境戰爭，揭示印度經濟體系不但資源不足，且又將發展重心轉移至國防工業和印度陸軍的現代化方面。於1965年，印度又與巴基斯坦發生第二次印巴戰爭，然後在1964-65財政年度又出現嚴重乾旱。前述的戰事和天災引發通貨膨脹，導致穩定物價成為當時的首要任務。該國雖有各式挑戰，水壩的建設工程仍持續推進，同時也興建有許多水泥廠和化肥廠。該國旁遮普邦在此期間已開始大量生產小麥。
印度政府於第三個五年計畫推動下，在農村地區設立眾多小學。為促進基層民主，也開始實施村級委員會制度選舉，各邦也開始承擔更多發展責任。在財政方面，印度首次向國際貨幣基金組織（IMF）尋求貸款，且印度盧比在1966年出現首次對於美元的貶值。
此外，該國也相繼成立各邦級電力委員會和邦級中等教育委員會，以期更好管理電力和中等教育。中等和高等教育的管理被明確劃分由各邦負責。同時也成立邦級道路運輸公司，下放地方道路建設責任，進一步加強邦級政府的職能。
然而此計畫的實際經濟成長率僅為2.4%，遠低於原先設定的5.6%目標。
此次計畫的理論基礎是根據約翰·桑迪（John Sandy）和蘇庫莫伊·查克拉博蒂提出的經濟模型。

## 計畫暫停期（1966–1969年）
由於印度在第三個五年計畫的不佳經驗，迫使印度政府宣佈實施"計畫暫停期"，時間從1966年持續至1969年，於這段期間內分別制定有1966-67、1967-68和1968-69三個財政年度計畫。印度在1966-67年度再次面臨乾旱的挑戰。政府在這段時間給予農業及其相關活動與工業部門有同等的發展優先順序。印度政府為提升國家出口競爭力，而宣佈實施"盧比貶值"政策。導致這段計畫暫停期的主要原因，有戰爭的影響、資源短缺以及日益嚴重的通貨膨脹。

## 第四個計畫（1969–1974年）
印度第四個五年計畫在推行上並非一帆風順，由於國內在經濟發展策略上存在顯著的分歧，導致計畫被推遲一年多才開始實施。
此計畫的核心目標在於修正先前財富和經濟權力持續向少數人集中的現象。規劃依循加德吉爾公式，著重於在維持經濟穩定的前提下追求成長，並逐步實現國家自給自足。該國於此計畫實施期間的總理為英迪拉·甘地。
英迪拉·甘地政府採取重要的經濟措施，包括將14家主要的印度銀行（（阿拉哈巴德銀行（Allahabad Bank）、巴羅達銀行（Bank of Baroda）、印度銀行（Bank of India）、馬哈拉什特拉邦銀行（Bank of Maharashtra）、印度中央銀行（Central Bank of India）、卡納拉銀行（Canara Bank）、德納銀行（Dena Bank）、印度人銀行（Indian Bank）、印度海外銀行（Indian Overseas Bank）、旁遮普國家銀行（Punjab National Bank）、辛迪加特銀行（Syndicate Bank）、UCO銀行（UCO Bank）、印度聯合銀行（Union Bank）和印度聯合商業銀行（United Bank of India））收歸國有。與此同時，印度綠色革命在農業領域開始取得顯著進展。然而由於1971年爆發的第三次印巴戰爭以及孟加拉國解放戰爭，東巴基斯坦（今孟加拉國）的局勢也變得嚴峻，而需動用原先預定撥給工業發展的資金。
在第四個五年計畫中，一項重要的創新是引入緩衝庫存的概念，具體目標是建立500萬噸的糧食儲備，以應對潛在的糧食短缺問題。政府同時也開始推行易旱地區計畫（DPAP），目的在改善這些地區的發展。
這次計畫的實際經濟成長率為3.3%，未能達到原先設定的5.6%目標。

## 第五個計畫（1974–1978年）
第五個五年計畫的主要目標涵蓋就業創造、扶貧（口號為消除貧困）以及實現社會正義。同時，計畫也將重點放在提升農業生產的自給自足能力和國防自主性上。印度在此之前，於1975年對《電力供應法》修訂，讓中央政府得以介入電力生產和輸送領域。
印度在第五個五年計畫期間啟動國家公路系統建設，並擴建多條道路以適應日益繁忙的交通。與此同時，旅遊業也呈現增長趨勢。印度政府於1975年推出二十點計畫，計畫持續實施至1979年。此外，為改善人民的基本生活條件，最低需求計畫（MNP）於此五年計畫的第一年開始執行，目標是滿足人民基本需求，進而提高整體生活水平。此項計畫由印度外交官出身的D.P. 達爾負責制定和啟動。
此項計畫的目標成長率為4.4%，實際成長率卻達到4.8%。然而新當選的莫拉爾吉·德賽政府在1978年將這項計畫否決。

## 滾動計畫（1978–1980年）
由莫拉爾吉·德賽領導的人民黨政府否決第五個五年計畫，並推出新的第六個五年計畫（1978–1980年）。這個計畫在1980年再次被印度國民大會黨政府否決，並制定新的第六個計畫。新的計畫是種滾動計畫，包含三種計畫。第一個是針對當前年度的，包含年度預算，第二個是針對一個固定的年數，可能是3、4或是5年，即根據印度經濟的實際需求而不斷調整。第三個是一個長期展望計畫，即10、15或是20年。因此，滾動計畫沒有固定的計畫開始和結束日期。滾動計畫的主要優點是具有彈性，能夠根據國家經濟狀況變化修改目標、實施目的、預測和撥款來克服固定五年計畫的僵化性。這個計畫的主要缺點是如果每年都修改目標，就很難實現五年期內制定的目標，且最終變成一個複雜的計畫。此外，頻繁的修訂會導致經濟缺乏穩定性。

## 第六個計畫（1980–1985年）
第六個五年計畫象徵印度經濟政策開始走向自由化。主要措施包括取消價格管制和關閉配給商店，雖然此舉引發食品價格上漲和生活成本增加，但也代表尼赫魯社會主義時代的結束。為促進農村發展，印度政府根據希瓦拉曼委員會（Shivaraman Committee）的建議於1982年成立印度國家農業暨農村發展銀行。在控制人口過多方面，也推廣計劃生育。而此時印度富裕地區的家庭計畫普及速度明顯快於出生率仍然較高的貧窮地區。印度的軍事五年計畫從這個五年計畫開始，與國家計畫委員會推出的經濟發展計畫同步進行。
第六個五年計畫從經濟成果來看表現優異，實際成長率達到5.7%，優於原定的5.2%目標。

## 第七個計畫（1985–1990年）
第七個五年計畫由隸屬國民大會黨的拉吉夫·甘地總理領導。計畫強調通過技術升級來提高工業生產力水平。 
第七個五年計畫的主要目標是提高經濟生產力、糧食生產和通過"社會正義"以創造就業而實現增長。
印度得益於第六個五年計畫的成果，在農業方面實現持續且穩定的增長，成功控制通貨膨脹率，並維持國際收支平衡。這些成就為第七個五年計畫的進一步經濟擴張提供堅實的起點。第七個計畫的主要方向是追求社會主義，並大力發展能源生產。其核心關注領域包括實現社會正義、消除對弱勢群體壓迫、應用現代科技、進一步發展農業、實施反貧窮計畫、充分提供糧食、衣物和住所、提升大小農民生產力，以及最終目標 - 建立一個獨立自主的印度經濟體。
第七個計畫的制定，是基於印度過去15年來持續對穩定經濟成長的追求，重點在於為2000年實現國家經濟自給自足創造必要的條件。此計畫預計該國勞動人口將增加3,900萬，且就業機會將以每年4%的速度擴張。
印度第七個五年計畫的一些預期成果：
- 國際收支（估算）：出口 – 3,300億盧比（39億美元），進口 – 5,400億盧比（63億美元），逆差 – 2,100億盧比（25億美元） 
- 商品出口（估計）：6,065.3億盧比（71億美元） 
- 商品進口（估計）：9,543.7億盧比（111億美元） 
- 國際收支預測：出口 - 6,070億盧比（71億美元），進口 - 9,540億盧比（111億美元），逆差 - 3,470億盧比（41億美元）
印度在第七個五年計畫的指導下，致力於國內構建一個能夠自我維持的經濟體系，而志願機構和廣大民眾的積極參與在其中扮演重要角色。該計畫的實際經濟成長率為6.01%，.優於原定的5.0%目標，同時人均收入也成長3.7%。

## 年度計畫（1990–1992年）
由於經濟局勢快速變化，第八個計畫未能於1990年啟動，因此1990–91和1991–92兩個財政年度所執行的被視為年度計畫。第八個計畫最終在1992年結構調整政策啟動後才得以實施。

## 第八個計畫（1992-1997年）
印度經濟在1989年至1991年期間呈現不穩定狀態，導致未能實施新的五年計畫。在1990年至1992年間，僅採年度計畫。特別是印度在1991年面臨嚴峻的外匯存底危機，其儲備僅餘約10億美元。印度政府為應對此困境，而採取改革社會主義經濟的冒險舉措。當時的總理納拉辛哈·拉奧（國民大會黨）領導的政府，是印度近代史上極為重要的執政團隊之一，他們主導大規模的經濟轉型，並處理多起涉及國家安全的重大事件。印度經濟學家曼莫漢·辛格在這個時期推動印度的自由市場改革，並於後來上台擔任總理，成功地將這個國家從幾乎破產的邊緣拉回，開啟印度自由化、民營化和全球化的時代。
第八個五年計畫的核心要素之一是推動工業現代化。為應對不斷攀升的財政赤字和外國債務，印度政府在此計畫期間逐步實施經濟開放政策。與此同時，印度於1995年1月1日正式加入世界貿易組織（WTO），成為其中一員。此項計畫設定的重要目標包括：控制人口增長速度、降低貧窮率、創造更多就業機會、改善國家基礎設施、強化各項機構、有效管理旅遊業、開發國家人力資源、促進基層民主組織（如村級委員會制度和市議會制度）以及非政府組織參與、推動權力下放，並鼓勵人民積極參與發展進程。能源部門是該計畫的重點投資領域，佔總支出的26.6%。在經濟表現方面，第八個計畫成果卓著，實際成長率達到6.8%，高於原訂的5.6%。

## 第九個計畫（1997–2002年）
第九個五年計畫是在印度獨立50週年之後所制定。計畫期間的總理為阿塔爾·比哈里·瓦巴依。計畫的主要目標是利用該國潛在且未開發的經濟潛力，以促進經濟和社會的增長。

## 第十個計畫（2002–2007年）
第十個五年計畫的主要目標為：
- 每年達到8%的GDP成長率。
- 在2007年把貧窮率降低至5%。
- 至少為新增勞動力提供有報酬且高品質的就業機會。
- 在2007年將識字率和工資率兩者的性別差距至少縮小50%。
- 推出二十點計畫。
- 成長目標：8.1% – 實現成長：7.7%。
- 第十個五年計畫預計採取區域性方法，而非經濟部門性方法，用意為縮小區域間的不平等。
- 第十個五年計畫的支出為4,382.5億盧比（51億美元）。

第十個五年計畫預先設定的總預算中，92,129.1億盧比（1,100億美元）（57.9%）用於中央政府，69,100.9億盧比（810億美元）（42.1%）用於各邦和聯邦屬地。

## 第十一個計畫（2007–2012年）
- 這個計畫實施期間的印度總理為曼莫漢·辛格。 目標是到2011–12財政年度將18–23歲年齡組的高等教育入學率提高。
- 著重於遠距教育、正規教育、非正規教育、遠距教育和資訊科技教育機構的整合。
- 快速且具包容性的成長（減少貧窮）。
- 強調社會部門及由其提供服務。
- 透過教育和技能發展賦予國民權力。
- 減少性別不平等。
- 提升環境永續性。
- 將農業、工業和服務業的成長率分別提高到4%、10%和9%。
- 將總生育率降低到2.1。
- 到2009年將為所有國民提供乾淨飲用水。

## 第十二個計畫（2012–2017年）
印度政府對第十二個五年計畫的成長目標設定為9%，但印度國家發展委員會（NDC）於2012年12月27日所批准的成長率為8%。計畫委員會副主席蒙特克·辛格·阿盧瓦利亞（Montek Singh Ahluwalia）表示由於全球局勢惡化，要在未來五年實現平均9%的成長率有其難處。在新德里舉行的委員會會議上，該計畫的最終成長目標被設定為8%。
阿盧瓦利亞認為鑑於世界經濟於近期急劇惡化，而預測第十二個計畫的第一年（2012–13財政年度）的成長率將在6.5%到7%之間。
第十二五年計畫的目標是改善國家基礎建設項目，移除所有瓶頸，其對比的基準期為1993–95年至2004–05年期間。規劃委員會提出的文件中敘明於計畫期間要吸引高達1兆美元的私人資金投入基礎建設，同時也計畫將政府的補貼負擔從GDP的2%降低至1.5%。此外，統一身份識別號碼 (UID) 將作為補貼現金轉移的工具。
第十二個五年計畫的目標是：
- 在非農業部門創造5,000萬個新的就業機會。
- 消除學齡兒童入學方面的性別和社會差距。
- 提升高等教育的普及率。
- 降低0-3歲兒童的營養不良率。
- 為所有村莊提供電力。
- 確保50%的農村人口能獲得適當的飲用水。
- 每年為印度增加100萬公頃的綠化覆蓋面積。
- 讓90%的家庭能獲得銀行服務。

## 未來
由於印度計畫委員會已經解散（於2015年），國家級的經濟發展計畫已停止制定，但五年期的國防建設計畫則不受影響，持續進行。原本應該接續的最新一期國防五年計畫預計是2017–2022年。不過，在經濟發展領域，並未有第十三個五年計畫推出。

## 外部連結
- NITI Aayog official website
- Planning Commission archival website